# Congratulations Remixes
Congratulations Remixes è un EP di remix del gruppo musicale statunitense MGMT, pubblicato nel 2011.

## Tracce
Download digitale
1. Congratulations (Erol Alkan Rework) – 6:37
2. Siberian Breaks (Ed Banger All Stars Remix) – 10:20
3. Brian Eno (Cornelius Mix) – 4:12